# Johannes Jacobus Poortman
‎Johannes Jacobus Poortman, nizozemski filozof, psiholog in pedagog, * 26. april 1896, Rotterdam, Nizozemska, † 21. december 1970, Haag, Nizozemska.
Po študiju filozofije in psihologije na Univerzi v Groningenu, v Hamburgu, v Ženevi, v Parizu in na Dunaju je bil profesor metafizike na Univerzi v Leidnu med letoma 1958 in 1966.